# 川本貴裕
川本 貴裕（かわもと たかひろ）は、日本の漫画家。女性。北海道出身。

## 人物
主に青年向け・成年向けの漫画雑誌で活動。少女漫画風の絵柄が特徴。また、かなりの猫好きであり、猫が登場する作品が多い。

## 漫画作品一覧
作品は短編が中心であり、単行本も短編集がほとんどであり、その多くが絶版となっている。
※が付いている作品は成人向け作品。
- ニュートラル（ヤングアニマル、白泉社、全2巻）
- HANA-BIRA（短編集、ワニマガジン社）※
- キンダーガーデン（短編集、双葉社）※
- 桜・ハナヤシキ（Chuッ、ワニマガジン社、全1巻）※
- アイディアル（ヤングアニマル嵐、白泉社、全3巻）
- 誘惑スタイル（短編集、双葉社）※
- シェアメイト（短編集、ワニマガジン社）※
- ガールズプラス（短編集、ワニマガジン社）※
- 僕だけのアイドル（ヤングコミック、少年画報社、全2巻）※
- 制服してください（双葉社）※
- セクシー・モンスターズ（ヤングアニマル嵐、白泉社、全1巻）
- おねだり・プリンセス（短編集、双葉社）※
- エロキラ・アソート（短編集、双葉社）※
- EROIZM（短編集、双葉社）※
- オトメゾン（Dokiッ! Special、竹書房、全2巻）※
- ハートポルノ（短編集、双葉社）※
- 素人AV女優（ヤングアニマル嵐、白泉社、全8巻[1]）
- 特盛りカノジョ（短編集、双葉社）※
- 6番目の殺人（ヤングアニマル嵐、白泉社、全1巻）
- ぼぎわんが、来る（原作：澤村伊智、ComicWalker、KADOKAWA、全3巻）
- 救済不倫（ハレム、白泉社、全3巻[2]）
- 本当にあった（?）AVみたいな話（ハレム連載中、白泉社、既刊2巻[3]）